# Pietro da Cuneo
Beato Pietro da Cuneo, nato Pietro de' Pasquali (Cuneo, ... – Valencia, 11 febbraio 1322), è stato un religioso italiano.
Nasce a Cuneo ed entra nel convento del Santuario francescano di Santa Maria degli Angeli, nella sua città natale. Predicò per tutta la vita fra Cuneo, Piemonte e Provenza.
Venne spostato in Spagna, nella città di Valencia, dove morì martirizzato l'11 febbraio 1322 da un gruppo di eretici.